# Elezioni parlamentari tedesche del 1912

I risultati delle elezioni del Reichstag per collegio elettorale. La numerazione delle circoscrizioni corrisponde a quella della tabella.

Le elezioni parlamentari tedesche del 1912 furono le elezioni per il XIII Reichstag tedesco. Si svolsero il 12 gennaio 1912. Fu l'ultima elezione del Reichstag prima della I guerra mondiale e l'ultima in assoluto nell'impero tedesco.

## Risultati

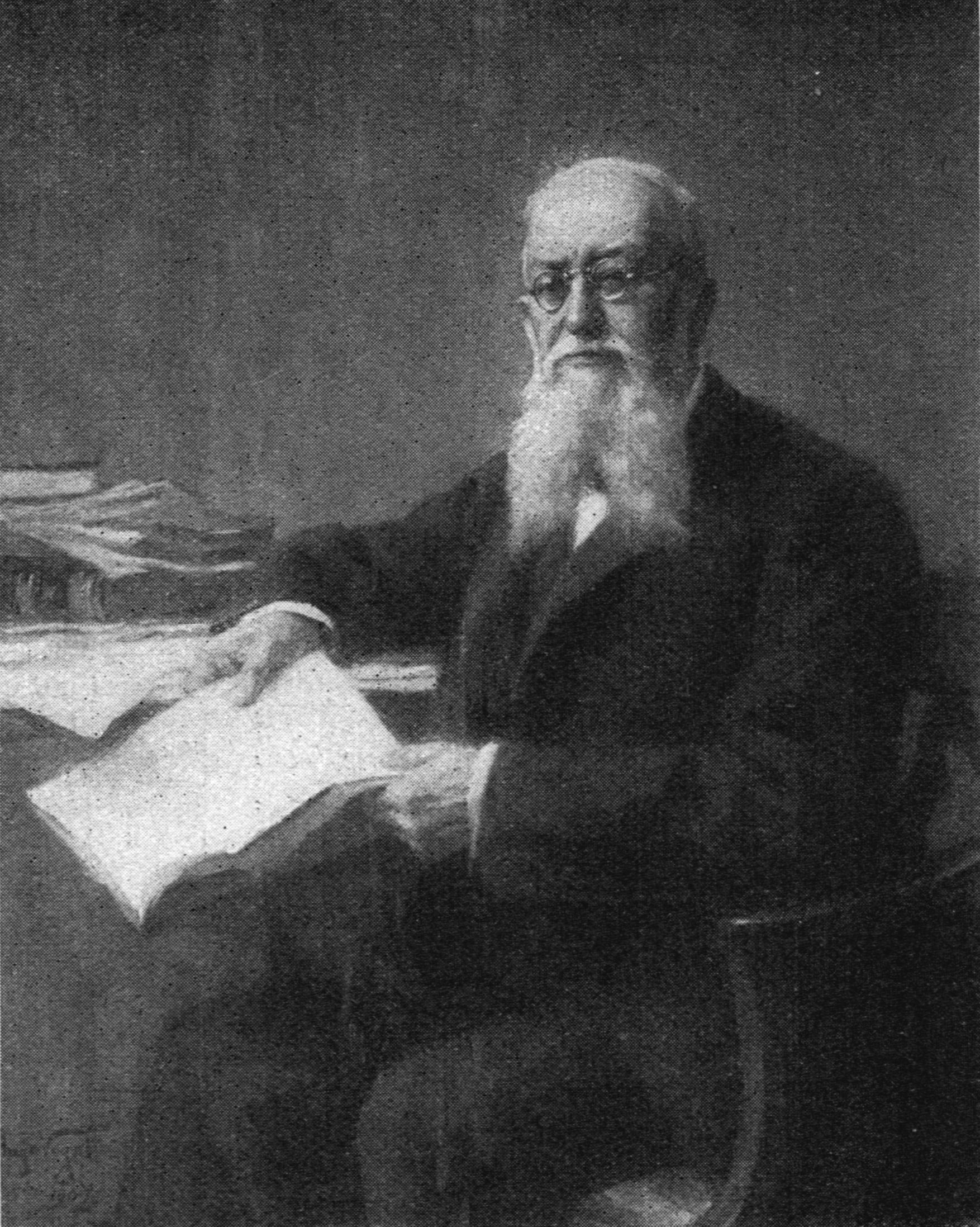
Nella circoscrizione di Berlino I, che comprendeva il Castello di Berlino e il Quartiere dei Ministri, ebbe luogo una drammatica corsa testa a testa che illustrava l'inaspettata forza dei socialdemocratici. Il noto banchiere progressista Johannes Kaempf (vedi sopra), presidente della Camera di Commercio tedesca, fu in grado di vincere il ballottaggio con un margine estremamente stretto di 9 voti contro il relativamente sconosciuto socialdemocratico di Essen Wilhelm Düwell (1866–1936). Kaempf vinse così l'unica circoscrizione di Berlino che non andò alla SPD, come era accaduto nel 1907 e nel 1903. Divenne presidente del Reichstag dal 1912 fino alla sua morte nel 1918.

L'affluenza fu di circa l'85% e quindi lievemente più alta delle elezioni del Reichstag del 1907.
L'evidente vincitore delle elezioni fu l'SPD, che ottenne circa 4,25 milioni di voti (34,8%), più di quanto qualsiasi altro partito avesse mai ricevuto nelle elezioni del Reichstag. Nonostante le distorsioni causate dal sistema di voto maggioritario e gli svantaggi causati dalla divisione dei distretti elettorali, che non era cambiata dal 1871, formò per la prima volta il gruppo parlamentare più forte con 110 deputati. Solo il Partito Nazionale Liberale aveva vinto più mandati nelle prime elezioni del Reichstag.
Il secondo gruppo parlamentare più forte fu il Zentrum con 91 deputati, sebbene avesse ricevuto meno della metà dei voti della SPD.
I conservatori e i nazional liberali, che avevano sostenuto il governo del cancelliere del Reich Theobald von Bethmann Hollweg, persero visibilmente voti e mandati. Il Partito popolare progressista, fondato nel 1910 come fusione di diversi partiti liberali di sinistra, perse ugualmente alcuni seggi rispetto ai suoi predecessori. Il partito aveva preso accordi elettorali con la SPD e in parte condotto una campagna elettorale congiunta con i socialdemocratici.
| Orientamento Politico                | Orientamento Politico                | Partiti                                    | Partiti | Voti       | Voti   | Voti      | Seggi   | Seggi  | Seggi     |
| ------------------------------------ | ------------------------------------ | ------------------------------------------ | ------- | ---------- | ------ | --------- | ------- | ------ | --------- |
| Orientamento Politico                | Orientamento Politico                | Partiti                                    | Partiti | in Milioni | %      | Diff.1907 | absolut | %      | Diff.1907 |
| Conservatori                         | Conservatori                         | Partito Conservatore Tedesco (DKP)         |         | 1,042      | 8,5 %  | −0,9 %    | 43      | 10,8 % | −17       |
| Conservatori                         | Conservatori                         | Partito del Reich tedesco (DRP)            |         | 0,367      | 3,0 %  | −1,2 %    | 14      | 3,5 %  | −10       |
| Liberali                             | Destra-                              | Partito Nazionale Liberale (NLP)           |         | 1,663      | 13,6 % | −0,9 %    | 45      | 11,3 % | −10       |
| Liberali                             | Sinistra-                            | Partito Popolare Progressista (FVP) 1)     |         | 1,497      | 12,3 % | +1,3 %    | 42      | 10,6 % | −7        |
| Cattolici                            | Cattolici                            | Partito di Centro Tedesco (Zentrum)        |         | 1,997      | 16,4 % | −3,0 %    | 91      | 22,9 % | −14       |
| Socialisti                           | Socialisti                           | Partito Socialdemocatico di Germania (SPD) |         | 4,250      | 34,8 % | +5,9 %    | 110     | 27,7 % | +67       |
| Minoranze nazionaliPartiti regionali | Minoranze nazionaliPartiti regionali | Polacchi                                   |         | 0,442      | 3,6 %  | −0,4 %    | 18      | 4,5 %  | −2        |
| Minoranze nazionaliPartiti regionali | Minoranze nazionaliPartiti regionali | Alsaziani e Loreni                         |         | 0,162      | 1,3 %  | +0,4 %    | 9       | 2,3 %  | +2        |
| Minoranze nazionaliPartiti regionali | Minoranze nazionaliPartiti regionali | Partito Tedesco di Hannover (DHP)          |         | 0,085      | 0,7 %  | ±0,0 %    | 5       | 1,3 %  | +4        |
| Minoranze nazionaliPartiti regionali | Minoranze nazionaliPartiti regionali | Danesi                                     |         | 0,017      | 0,1 %  | ±0,0 %    | 1       | 0,3 %  | ±0        |
| Altri                                | Altri                                | Partiti degli agricoltori2)                |         | 0,234      | 1,9 %  | +0,2 %    | 7       | 1,8 %  | −2        |
| Altri                                | Altri                                | Partiti antisemiti3)                       |         | 0,300      | 2,5 %  | −0,6 %    | 10      | 2,5 %  | −11       |
| Altri                                | Altri                                | Altri                                      |         | 0,152      | 1,2 %  | −0,8 %    | 2       | 0,5 %  | ±0        |
| Totale                               | Totale                               | Totale                                     | Totale  | 12,208     | 100 %  |           | 397     | 100 %  | ±0        |

Osservazioni:
- 1) Fondata nel 1910 dalla fusione del Partito Popolare Liberale (FVp), l'Associazione Liberale (FVg) e il Partito Popolare Tedesco (DtVP). Le informazioni sui cambiamenti rispetto alle elezioni del Reichstag del 1907 si riferiscono ai risultati totali in quel momento
- 2) Seggi (con modifica dal 1907): Unione degli agricoltori (BdL) 3 (−5), Unione bavarese degli agricoltori (BB) 2 (+1), Unione tedesca degli agricoltori (DBB) 2 (nuovo)
- 3) Seggi (con modifiche dal 1907): Partito Riformatore Tedesco (Rif) 3 (−3), Partito Sociale Cristiano (CSP) 3 (±0), Partito Sociale Tedesco (DSP) 2 (−6), altri 2 ( − 2)

## I Gruppi parlamentari del XIII Reichstag
Nel XIII Reichstag non tutti i parlamentari si unirono al gruppo del loro partito di appartenenza. Il deputato DRP Schröder (Elbing), il deputato di centro Oppersdorf (Fraustadt) e i deputati nazional-liberali Becker (Bingen) e von Heyl (Worms) non si unirono ai gruppi parlamentari dei loro partiti, ma rimasero indipendenti. I deputati tedesco-sociali e cristiano-sociali, insieme al deputato del BdL Gebhardt (Homburg) e ai deputati Werner (Gießen) e Vietmayer (Waldeck), formarono il gruppo parlamentare dell'Unione economica. I due deputati del BdL Vogt (Hall) e Vogt (Crailsheim) si unirono al gruppo parlamentare conservatore. Il deputato DBB Kerschbaum (Rothenburg/Tauber) aderì al gruppo parlamentare nazionale liberale. All'inizio della XIII legislatura, i gruppi parlamentari del Reichstag avevano la seguente forza:
| Socialdemocratico           | 110 |
| Centrista                   | 90  |
| Conservatore                | 45  |
| Nazional-liberale           | 44  |
| Partito Popolare Liberale   | 42  |
| Polacchi                    | 18  |
| Partito del Reich tedesco   | 13  |
| Alsaziani e Loreni          | 9   |
| Unione Economica            | 8   |
| Partito Tedesco di Hannover | 5   |
| Partito Riformatore Tedesco | 3   |
| Non Iscritti                | 10  |

Nel corso della legislatura la forza dei singoli gruppi parlamentari è cambiata più volte a causa delle elezioni suppletive, delle scissioni e dei cambiamenti dei gruppi parlamentari.

## Contesto generale
Nelle elezioni del 1912 un numero particolarmente grande di donne fu coinvolto nella campagna elettorale, sebbene non fosse ancora permesso loro di votare - anche se molti pensavano che questo obiettivo fosse vicino. Oltre ai socialisti, molte donne liberali fecero campagna per i partiti. Ad esempio organizzarono "donne di fiducia" nelle città, con il compito di essere in contatto con la base femminile, distribuirono volantini e tennero riunioni. Attraverso questo impegno, le donne riuscirono a conquistare alla loro causa anche i contemporanei conservatori.
Le elezioni del Reichstag del gennaio 1912 portarono un forte incremento di voti per la SPD. L'antisemitismo politico e i partiti degli antisemiti, al contrario, hanno smesso di avere un ruolo importante e riuscirono a conquistare solo il 2,5% dei voti. Gli antisemiti radicali, pertanto, definirono con frustrazione questa come "l'elezione ebraica" e sostennero che la maggioranza del Reichstag era dominata dall'"oro ebraico".

## Storia del XIII Reichstag dal 1912 al 1918

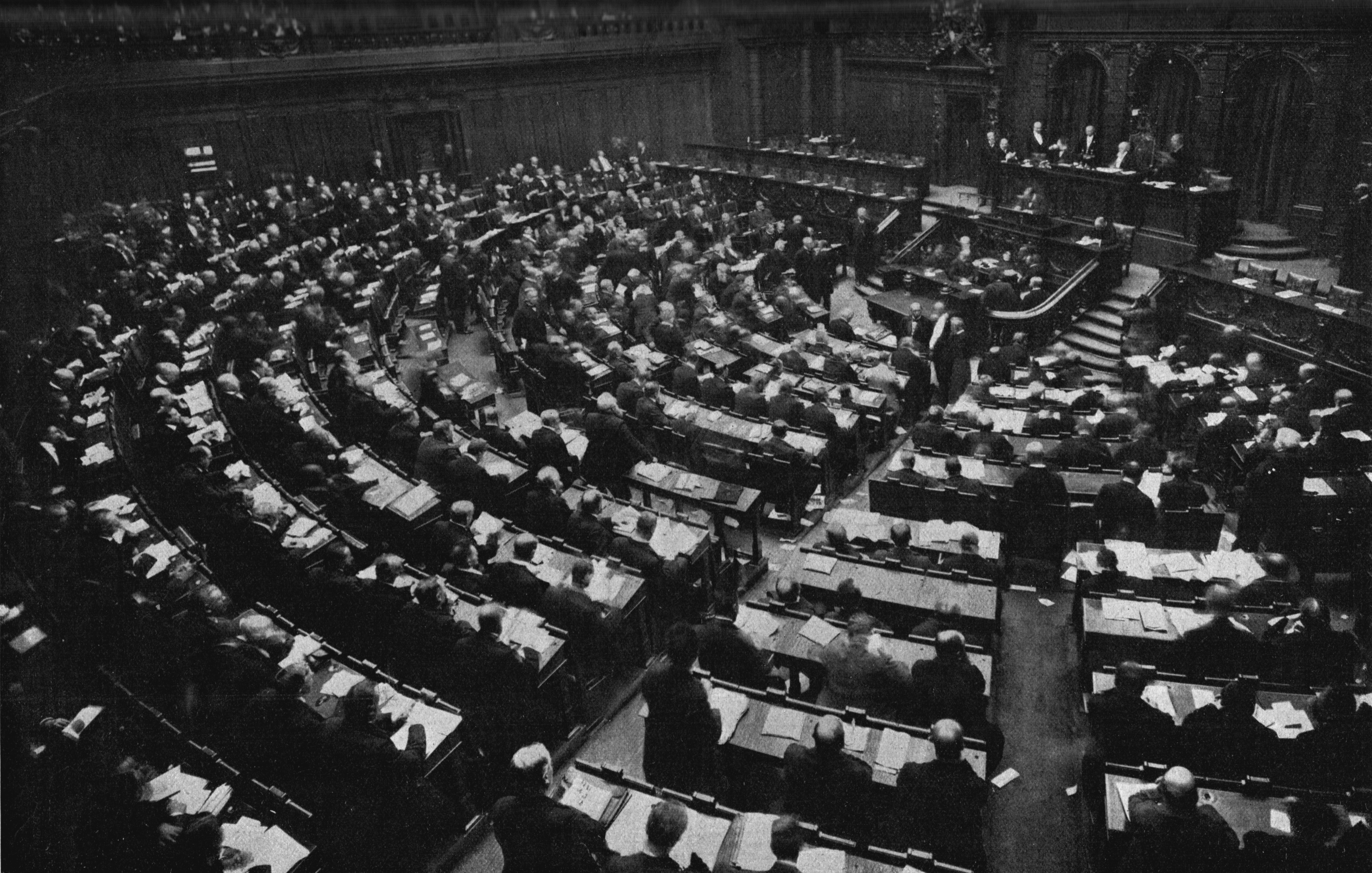
L'apertura del XIII Reichstag il 7 Febbraio 1912, presieduto da Albert Traeger, 82 anni, morto poche settimane dopo.

Durante gli anni della pace le forze di sinistra non riuscirono a rafforzare il Reichstag, che era sempre stato debole. Dopo lo scoppio della prima guerra mondiale tutti i partiti aderirono al "Burgfrieden", motivo per cui anche l'SPD, precedentemente antimilitarista, votò a favore dei crediti di guerra . Nel corso della guerra sorsero controversie interne al partito su questo tema a seguito delle quali un gruppo di deputati si separò e fondò l'USPD.
Nel frattempo, nel 1916, sia il Zentrum che i Nazional-liberali, guidati da Gustav Stresemann, si unirono all'SPD e all'FVP nel chiedere un maggiore controllo parlamentare. Questa nuova coalizione non durò a lungo, infatti la risoluzione di pace del 19 luglio 1917 sostenuta dal Centro, FVP e SPD venne respinta dai Nazional-liberali insieme ai Conservatori. Il parlamento, le cui nuove elezioni furono rinviate a causa della guerra, rimase comunque impotente contro lo Direzione Suprema degli Eserciti. Solo il 28 ottobre del 1918, pochi giorni prima della sconfitta e della Rivoluzione di novembre, il Reichstag approvò le proposte di riforma del cancelliere Max von Baden (la cosiddetta Costituzione di ottobre), che rappresentavano un chiaro passo verso il parlamentarismo. Tuttavia queste vennero superate dagli eventi successivi.
La legislatura sarebbe dovuta durare cinque anni, quindi nuove elezioni sarebbero state necessarie nel 1917, tuttavia fu prolungata di un anno alla volta per legge. Si temeva che in caso di nuove elezioni durante la guerra, la sinistra o i radicali di sinistra si sarebbero rafforzati. Nonostante ciò, per trenta volte un seggio parlamentare vacante fu coperto da un'elezione suppletiva.